# Liesberg (Hennef)
Liesberg ist ein Ortsteil der Stadt Hennef (Sieg) im Rhein-Sieg-Kreis in Nordrhein-Westfalen. 

## Lage
Der Wohnplatz liegt in einer Höhe von 162 Metern über N.N. auf den Hängen des Westerwaldes. Nachbarorte sind Kurscheid im Süden, Westerhausen im Westen und Kurenbach im Norden.

## Geschichte
1910 gab es in Liesberg die Haushalte Steinbrucharbeiter Adolf Höhner und Ackerin Witwe Theodor Küpper.
Bis 1934 gehörte Liesberg zur Gemeinde Geistingen.